# Liste der Mitglieder der Deutschen Akademie der Naturforscher Leopoldina/1815
Die Liste der Mitglieder der Deutschen Akademie der Naturforscher Leopoldina für 1815 enthält alle Personen, die im Jahr 1815 zum Mitglied ernannt wurden. Insgesamt gab es drei neu gewählte Mitglieder.

## Mitglieder
| Nr.  | Name                                    | Beiname           | Geboren       | Aufnahme | Gestorben     | Bild                                    | Datenbank                     |
| ---- | --------------------------------------- | ----------------- | ------------- | -------- | ------------- | --------------------------------------- | ----------------------------- |
| 1051 | Gottlob Friedrich Schaufuss             | Andromachus III.  | 1762          | 2. Feb.  | 25. Mai 1855  |                                         | Gottlob Friedrich Schaufuss   |
| 1052 | Gotthelf Friedrich Fischer von Waldheim | Galenus III.      | 15. Okt. 1771 | 22. Aug. | 6. Okt. 1853  | Gotthelf Friedrich Fischer von Waldheim | Gotthelf Fischer von Waldheim |
| 1053 | Georg Franz Hoffmann                    | Dioscorides VIII. | 13. Jan. 1760 | 22. Aug. | 17. März 1826 | Georg Franz Hoffmann                    | Georg Franz Hoffmann          |

## Hinweis zu den Lebensdaten
In der Liste sind zunächst die Lebensdaten gemäß Archiv der Leopoldina aufgenommen. Diese beziehen sich auf die Angaben gem. Neigebaur (1860) und Ule (1889). Die Lebensdaten im Namensartikel können daher von den Lebensdaten in der Liste abweichen.